# Giải Khoa học kỹ thuật hàng không của Viện hàn lâm Khoa học quốc gia Hoa Kỳ
Giải Khoa học kỹ thuật hàng không của Viện hàn lâm Khoa học quốc gia Hoa Kỳ là một giải thưởng của Viện hàn lâm Khoa học quốc gia Hoa Kỳ dành cho "công trình nghiên cứu xuất sắc trong lãnh vực Khoa học kỹ thuật hàng không".
Giải này được phi công Jerome C. Hunsaker (1886 - 1984) cùng vợ thiết lập, và bắt đầu được trao từ năm 1968, thông thường là 5 năm một lần.

## Các người đoạt giải
- 2010: Norman R. Augustine
- 2005: Elbert L. Rutan
- 2000: Richard T. Whitcomb
- 1995: William R. Sears
- 1990: Robert T. Jones
- 1985: Thornton A. Wilson
- 1980: James S. McDonnell
- 1973: Donald Wills Douglas, Sr.
- 1968: Leroy Randle Grumman